# Walter Mocchi
Walter Mocchi (Torino, 27 settembre 1871 – Rio de Janeiro, luglio 1955) è stato un impresario teatrale e attivista italiano.

## Biografia
Tenente d'artiglieria alla Scuola militare di Torino, lascia l'esercito a 22 anni e si reca a Napoli per studiare all'Università. Aderisce al partito socialista sin dal 1892. Nel 1897 s'imbarca assieme ad Amilcare Cipriani per difendere la Candia (Creta) contro i Turchi. Partecipa a Napoli ai moti del 1898. Alla fine dell'anno si trasferisce a Milano continuando la sua attività militante e pubblicistica. Ivi incontra Costantino Lazzari con il quale conduce la battaglia anti-riformista tra le file socialiste. Nel 1901 dirige l'organo della federazione locale l'"Azione socialista" preparando il terreno all'arrivo nella capitale meneghina dell'amico napoletano Arturo Labriola con il quale riesce, a partire dal 1902, a imporre una linea rivoluzionaria al partito socialista di Milano e, poi, della Lombardia. Negli anni 1904-1905 partecipa alla trasformazione della corrente rivoluzionaria socialista in corrente sindacalista rivoluzionaria. In questa veste co-dirige assieme a Labriola il giornale "Avanguardia Socialista" e partecipa attivamente alla propaganda della Camera del lavoro di Milano durante il primo sciopero nazionale, nel settembre 1904. Nel 1906 pone fine alla militanza attiva, che consisteva anche in aiuti finanziari, dedicandosi alla propria professione.
Nel 1898 aveva sposato il soprano Emma Carelli a Perugia. Da allora si interessa sempre più di teatro e nel 1906 diventa impresario teatrale a Firenze e poi a Milano. Nel 1907 fonda la Società Teatrale Italo-Argentina (STIA) con lo scopo di creare una combinazione transoceanica per lo scambio delle compagnie tra Europa e Sud America sfruttando la complementarità delle stagioni tra emisfero Nord e Sud e assumendo la gestione di molte sale teatrali. Il progetto si completa nel 1908 con la nascita della Società Teatrale Internazionale (STIn) e l'acquisto del Teatro Costanzi di Roma. Moltiplica allora i viaggi e i soggiorni in Argentina. Nel 1928 Emma Carelli muore in un incidente d'auto. Rimasto vedovo, Mocchi sposa la giovane cantante lirica Bidu Sayão, scritturata al Costanzi nel 1926 e della quale diventa agente. La coppia si trasferisce in Brasile e divorzia nel 1937.
Allo scoppio del primo conflitto mondiale si dichiara interventista.
Dal 1936 collabora alla rivista "La Verità" di Nicola Bombacci.
È controversa la sua adesione nel 1943 alla Repubblica Sociale Italiana, e successivamente al Raggruppamento Nazionale Repubblicano Socialista.